# Římskokatolická farnost Staré Město u Uherského Hradiště
Římskokatolická farnost Staré Město u Uherského Hradiště je územní společenství římských katolíků s farním kostelem svatého Michaela archanděla v děkanátu Uherské Hradiště.

## Historie farnosti
Písemné zprávy o existenci kostela se objevují ve 12. století bez uvedení jména patrona a řada archeologů předpokládala, že je to právě kostel svatého Michaela, který svým zasvěcením dokládá počátky křesťanství na Velké Moravě. Při archeologickému výzkumu vnitřní části kostela v roce 1962 byla objevena část úplně zachovalých základů rotundy - kostela svatého Michaela z velkomoravské doby.
Farní kostel byl postaven ve stylu pozdně románské architektury jako stavba sálového typu. Tu vybudovali velehradští cisterciáčtí mniši v 1. polovině 13. století na místě starší velkomoravské rotundy z 9. století. Později byl kostel zaklenut a v roce 1734 přestavěn.
Zřízení samostatné farní expozitury ve Starém Městě ze dne 30. 8. 1939. Arcibiskupská konzistoř v Olomouci povolila ve Starém Městě samostatnou expozituru v rámci uherskohradišťské farnosti. Jednalo se o první krok směrem k samostatné farnosti.
Intenzivní organizační práce na ustavení farnosti ve Starém Městě začaly již v průběhu třicátých let. Vzniku samostatné staroměstské farnosti kladlo překážky především Uherské Hradiště v čele s tamním farářem P. Josefem Hrabalem. Město se obávalo snížení finančních příspěvků na udržování vlastního farního chrámu, poukazovalo na nová vydání, spojená s rozšířením kostela sv. Michala a nutnou výstavbou staroměstské fary.
Dosavadní expozitura uherskohradišťské farnosti ve Starém Městě byla 1.8.1951 povýšena na samostatnou farnost.
Od roku 2002 vzniká ve farnosti nový kostel Svatého Ducha podle návrhu slovinského architekta Ivo Goropevšeka. K roku 2014, v jehož závěru v něm byly zahájeny pravidelné bohoslužby, bylo proinvestováno 90 milionů korun.
V lednu 2013 se v novostavbě konal první koncert.
Kostel, který bude zasvěcený Svatému Duchu, nabízí ve Starém Městě nový prostor věřícím, kteří nyní mají k dispozici jen nevelký kostel svatého Michaela – nabízí zhruba sto míst k sezení. Jednota sv. Michala, jejímž cílem bylo zvětšit existující kostel či postavit nový, vznikla už v roce 1907.
V neděli 5. října 2014 chrám slavnostně požehnal biskup Pavel Posád.

## Duchovní správci
Ke květnu 2017 je farářem R. D. Mgr. Miroslav Suchomel.

## Bohoslužby
| Kostel                      | Místo                            | Bohoslužba (den)                                 | Hodina | Poznámka        |
| --------------------------- | -------------------------------- | ------------------------------------------------ | --- | --------------- |
| svatého Michaela archanděla | Staré Město u Uherského Hradiště |                                                  | | farní kostel    |
| Svatého Ducha               | Staré Město u Uherského Hradiště | neděle pondělí úterý středa čtvrtek pátek sobota | 7.00, 10.00 18.00 /zimní čas)/17.00 (letní čas) 6.30 18.00 /zimní čas)/17.00 (letní čas) 6.30 18.00 /zimní čas)/17.00 (letní čas) | filiální kostel |

## Aktivity ve farnosti
Jedná se o velmi živou farnost, která si vzala za úkol postavit nový kostel Svatého Ducha. Ve farnosti funguje řada společenství a farníci se aktivně zapojují v pastorační i ekonomické radě. Na místních základních školách probíhá díky katechetům výuka náboženství.
Pravidelně se konají duchovní obnovy, biblické hodiny, setkání společenství, výuka náboženství, při bohoslužbách zpívá schola mládeže i chrámový sbor.
Při přípravě katechumenů klade farnost důraz na jejich osobní představení farníkům a uvedení do života církve.